# Cambaroides schrenckii
Cambaroides schrenckii е вид ракообразно от семейство Cambaridae.

## Разпространение и местообитание
Видът е разпространен в Китай и Русия.
Обитава крайбрежията и пясъчните дъна на сладководни и полусолени басейни и реки.